# براد كوربيت
براد كوربيت (بالإنجليزية: Brad Corbett)‏ هو شخصية أعمال أمريكي، ولد في 15 أكتوبر 1937 في ذا برونكس في الولايات المتحدة، وتوفي في 24 ديسمبر 2012 في فورت وورث في الولايات المتحدة.